# جونكو فوروتا
جونكو فوروتا (باليابانية: 古田順子) هي تلميذة ‏ يابانية، ولدت في 18 يناير 1971 في ميساتو في اليابان، وتوفيت في 5 يناير 1989 في أداتشي في اليابان بسبب القتل حرقًا.